# Paramurrayona corticata
Paramurrayona corticata är en svampdjursart som beskrevs av Jean Vacelet 1967. Paramurrayona corticata ingår i släktet Paramurrayona och familjen Paramurrayonidae. Inga underarter finns listade i Catalogue of Life.